# Юрій Шульга
Юрій Шульга (нар. 2 січня 1966, Вахрушеве) — український ковзаняр. Учасник двох зимових Олімпіад (1992, 1994). До 1991 року також представляв СРСР.

## Кар'єра
Найбільший успіх у кар'єрі Юрія Шульги був у 1993 році, коли він фінішував сьомим на чемпіонаті світу в Гамарі. Шульга був там послідовно одинадцятим на 500 м, дванадцятим на 5000 м, сьомим на 1500 м і одинадцятим на дистанції 10 000 м. Він також посів сьоме місце на чемпіонаті Європи в Хамарі, що відбувся рік по тому. Його найкращим результатом стало шосте місце в забігу на 1500 м. У 1992 році він стартував на Олімпіаді в Альбервілі, зайнявши шістнадцяте місце на цій дистанції. На Олімпіаді 1994 року в Ліллехаммері він був десятим на дистанції 1500 м, а в бігу на 5000 м — 21-м. Неодноразово брав участь у змаганнях Кубка світу, і один раз піднявся на п'єдестал пошани: 25 листопада 1989 року в Берліні став другим на дистанції 1500 м. Найкращих результатів він досяг у сезоні 1993/1994, коли був дев'ятим у фінальній класифікації на дистанції 1500 м. 1995 року завершив кар'єру.